# Моу-нямы
Моу-нямы (нганасанск. «земля-мать») — в самодийской (нганасанской) мифологии прародительница и покровительница всего живого.

## Общие сведения
Моу-нямы обычно представляют в виде огромного существа (или старухи) со шкурой (одеждой) из травы или мха и волосами из деревьев, на которой обитают все живые существа. Каждую весну шкура Моу-нямы обновляется.
Считается, что Моу-нямы дает глаза живым существам во время зачатия. С этим связан нганасанский ритуал, по которому у добытого на охоте зверя вырезают глаза и «возвращают» их Моу-нямы для повторного использования (предают земле).
Образ Моу-нямы близок к образам божеств-матерей у других самодийских народов. Вероятно, это свидетельствует о культе матерей природы, зародившемся в прасамодийскую эпоху.
Моу-нямы помогает людям и является антиподом Сырада-нямы — «матери подземного льда».

## Космогонические сюжеты о Моу-нямы
Один из космогонических сюжетов рассказывает, что изначально шкура Моу-нямы была покрыта льдом, и духи дямада отправили к Моу-нямы птицу, чтобы рассказать о том, что им холодно. После этого «земля-мать» Моу-нямы приблизилась к «солнцу-матери» Коу-нямы, в результате чего лед растаял и климат стал более мягким.
Некоторые мифологические сюжеты представляют Моу-нямы в виде демиурга, который занимается творением и обустройством мира вместе с богами Дейба-нгуо и Туй-нямы.

## Культ Моу-нямы
Поскольку земля в традиционном представлении нганасанов является живым существом, то существуют запреты на нанесение ей «ранений» — землю нельзя колоть ножом, вбивать колья и т. п.
К Моу-нямы обращаются с различными просьбами, от благополучных родов до удачной охоты. Просьбы сопровождаются жертвоприношениями в виде крови и внутренних органов животных, а также совершением ритуалов с идолами Моу-нямы.